# Desa Galudra (administrativ by i Indonesien, lat -6,78, long 107,04)
Desa Galudra är en administrativ by i Indonesien.   Den ligger i provinsen Jawa Barat, i den västra delen av landet, 70 km söder om huvudstaden Jakarta.